# Tomislav Steinbrückner
Tomislav Steinbrückner (Petrijevci, 17 ottobre 1966) è un allenatore di calcio ed ex calciatore croato, di ruolo centrocampista, tecnico del Thanh Hóa.

## Carriera

### Allenatore
Il 21 maggio 2019 giuda la sezione U-19 dell'Osijek alla vittoria della Coppa di Croazia di categoria dopo aver battuto in finale la Lokomotiva Zagabria. Nel dicembre 2019 prende le redini del BSK Bijelo Brdo,  squadra con cui raggiunge in Druga HNL 2020-2021 uno storico terzo posto sfiorando la promozione nell'élite del calcio croato.

## Palmarès

### Allenatore

#### Competizioni giovanili
- Kup Hrvatske u nogometu za juniore: 1

Osijek: 2018-2019